# Kalina Jędrusik

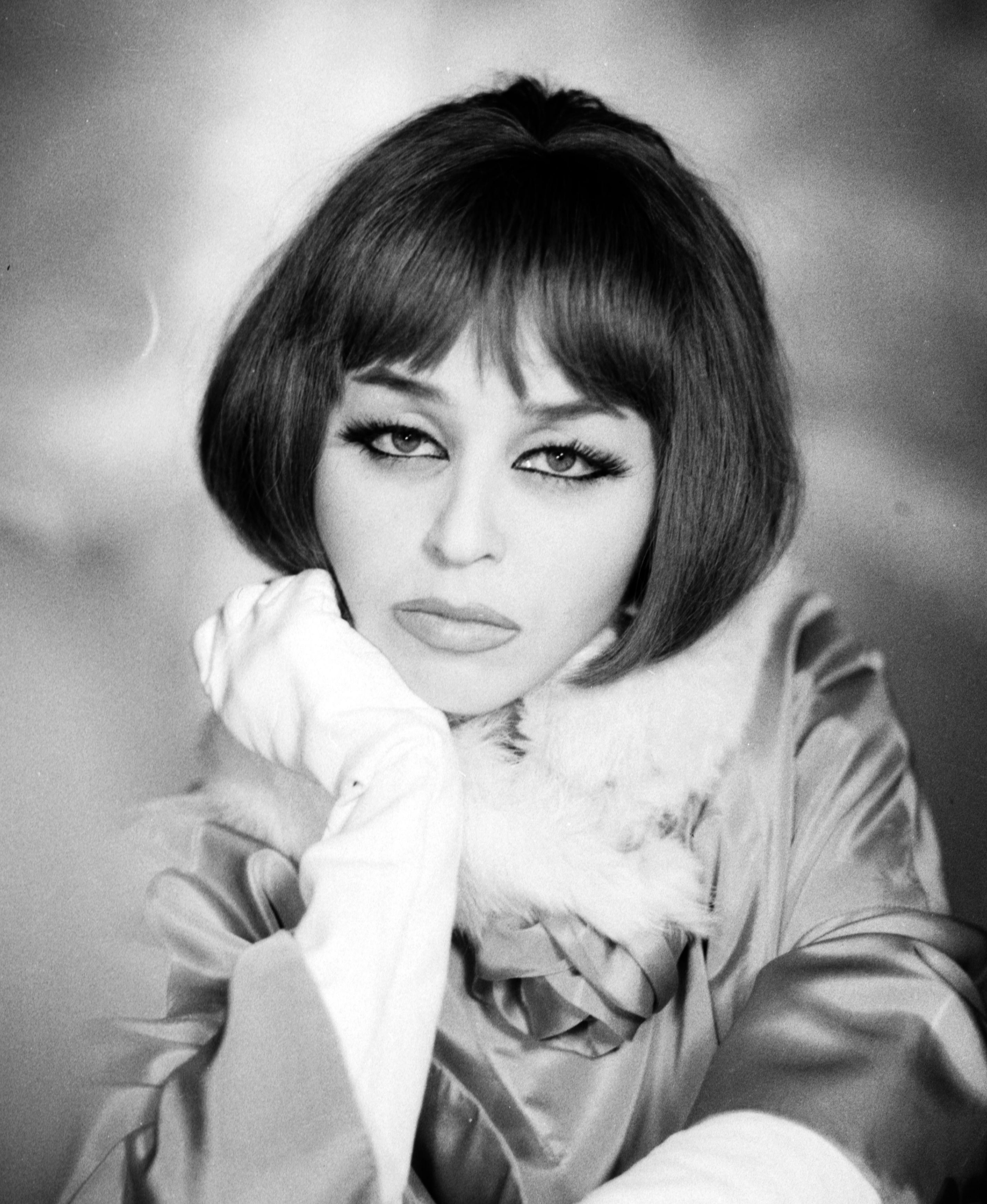
Kalina Jędrusik (1965)

Kalina Jędrusik (* 5. Februar 1930 in Gnaszyn; † 7. August 1991 in Warschau) war eine polnische Sängerin und Schauspielerin. In der Volksrepublik Polen galt sie als Sexsymbol.

## Leben und Karriere
Kalina Jędrusik erhielt ihre Schauspielausbildung an der Staatlichen Schauspielschule PWST in Krakau und 1953 ihr Diplom. Ihr erstes Engagement hatte sie in der Saison 1953/1954 am Teatr Wybrzeże in Danzig. Ab 1955 war sie Ensemblemitglied an unterschiedlichen Warschauer Bühnen. 1956 erschien sie erstmals im Fernsehen im Stück L'Apollon de Bellac von Jean Giraudoux. In den 1960er Jahren war sie eine der populärsten Chansonsängerinnen Polens und gewann mehrfach das bis heute wichtigste Musikfestival in Oppeln. Große Popularität erreichte sie auch durch ihre Fernsehauftritte in den Programmen des Kabaretts älterer Herren (Kabaret Starszych Panów). Auch in einigen Filmen hatte sie Auftritte als Sängerin. Ihr Filmdebüt gab sie 1957 und hatte ihren letzten Auftritt vor ihrem Tod in Die zwei Leben der Veronika von Krzysztof Kieślowski.
Kalina Jędrusik war mit dem Schriftsteller Stanisław Dygat verheiratet und liegt neben ihrem Mann auf dem Powązki-Friedhof in Warschau begraben.
Ihre Probleme mit der Kulturbürokratie der Volksrepublik Polen sind der Gegenstand des 2021 in die Kinos gekommenen Spielfilms Bo we mnie jest seks (wörtlich: „Weil in mir Sex ist“) unter der Regie von Katarzyna Klimkiewicz. Der Filmtitel stammt von einem ihrer populärsten Chansons.

## Filmografie (eine Auswahl)
- 1958: Eva will schlafen (Ewa chce spać) – Regie: Tadeusz Chmielewski
- 1960: Die unschuldigen Zauberer (Niewinni czarodzieje) – Regie: Andrzej Wajda
- 1961: Die unvergessene Nacht (Dziś w nocy umrze miasto) – Regie: Jan Rybkowski
- 1962: Morgen: Premiere (Jutro premiera) – Regie: Janusz Morgenstern
- 1963: Die Kunst, geliebt zu werden (Jak być kochaną) – Regie: Wojciech Has
- 1964: Die Sommerhitze (Upał) – Regie: Kazimierz Kutz
- 1966: Heilmittel gegen Liebe (Lekarstwo na milość) – Regie: Jan Batory
- 1966: Wo ist der dritte König? (Gdzie jest trzeci król?) – Regie: Ryszard Ber
- 1967: Jowita – Regie: Janusz Morgenstern
- 1968: Die Puppe (Lalka) – Regie: Wojciech Has
- 1975: Das gelobte Land (Ziemia obiecana) – Regie: Andrzej Wajda
- 1976: Mazepa – Regie: Gustaw Holoubek
- 1980: Levins Mühle – Regie: Horst Seemann
- 1982: Hotel Polan und seine Gäste – Regie: Horst Seemann (dreiteiliger Fernsehfilm)
- 1985: Der Bariton (Baryton) – Regie: Janusz Zaorski
- 1986: Bodensee (Jezioro Bodeńskie) – Regie: Janusz Zaorski (nach dem gleichnamigen Roman ihres Ehemannes Stanisław Dygat)
- 1988: Hanussen – Regie: István Szabó
- 1991: Die zwei Leben der Veronika (La double vie de Véronique) – Regie: Krzysztof Kieślowski